# Rely
Rely est une commune française située dans le département du Pas-de-Calais en région Hauts-de-France. Ses habitants sont appelés les Relygeois. La commune est membre de la communauté d'agglomération de Béthune-Bruay, Artois-Lys Romane.

## Géographie

### Localisation
Localisée dans l'est du département du Pas-de-Calais, Rely est une commune rurale située, à vol d'oiseau, à 7 km au sud de la commune d'Aire-sur-la-Lys (aire d'attraction) et à 20 km à l'ouest de la commune de Béthune (chef-lieu d'arrondissement).
Le territoire de la commune est limitrophe de ceux de sept communes.
Les communes limitrophes sont Linghem, Auchy-au-Bois, Estrée-Blanche, Liettres, Ligny-lès-Aire, Norrent-Fontes et Saint-Hilaire-Cottes.

### Géologie et relief
La superficie de la commune est de 4,83 km2 ; son altitude varie de 55  à   103 mètres.

### Hydrographie
La commune, située dans le bassin Artois-Picardie, n'est drainée par aucun cours d'eau,,.

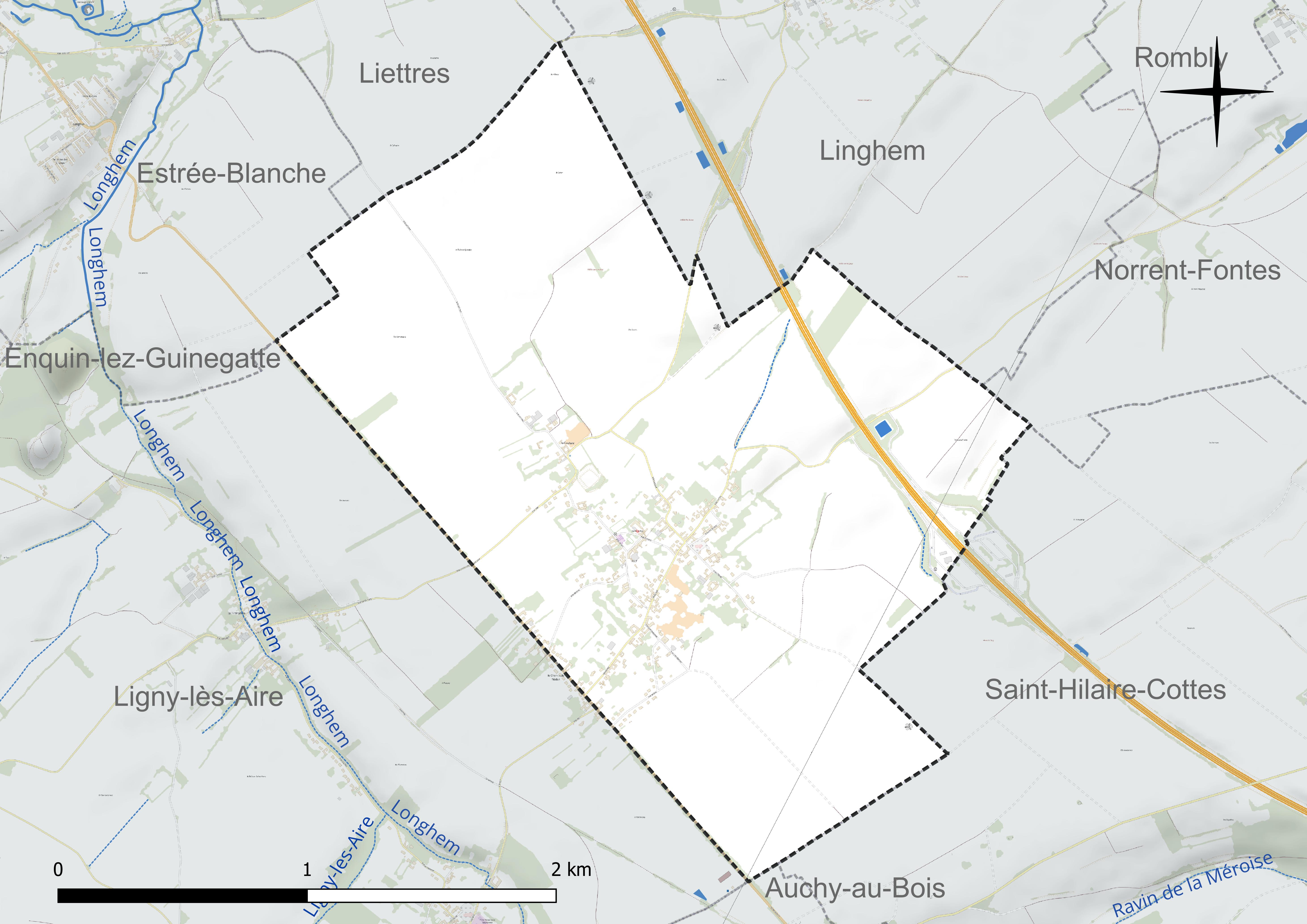
Réseau hydrographique de Rely.

### Climat
Pour des articles plus généraux, voir Climat des Hauts-de-France et Climat du Nord-Pas-de-Calais.
En 2010, le climat de la commune est de type climat océanique franc, selon une étude du CNRS s'appuyant sur une série de données couvrant la période 1971-2000. En 2020, Météo-France publie une typologie des climats de la France métropolitaine dans laquelle la commune est exposée à un climat océanique et est dans la région climatique Côtes de la Manche orientale, caractérisée par un faible ensoleillement (1 550 h/an) ; forte humidité de l'air (plus de 20 h/jour avec humidité relative > 80 % en hiver), vents forts fréquents.
Pour la période 1971-2000, la température annuelle moyenne est de 10,1 °C, avec une amplitude thermique annuelle de 13,7 °C. Le cumul annuel moyen de précipitations est de 883 mm, avec 12,4 jours de précipitations en janvier et 9,2 jours en juillet. Pour la période 1991-2020, la température moyenne annuelle observée sur la station météorologique la plus proche, située sur la commune de Fiefs à 8 km à vol d'oiseau, est de 10,4 °C et le cumul annuel moyen de précipitations est de 1 070,6 mm,. Pour l'avenir, les paramètres climatiques de la commune estimés pour 2050 selon différents scénarios d'émission de gaz à effet de serre sont consultables sur un site dédié publié par Météo-France en novembre 2022.

### Milieux naturels et biodiversité
L’Inventaire national du patrimoine naturel (INPN) recense plusieurs espèces faunistiques et floristiques sur le territoire de la commune dont certaines sont protégées et d’autres menacées et quasi-menacées.

## Urbanisme

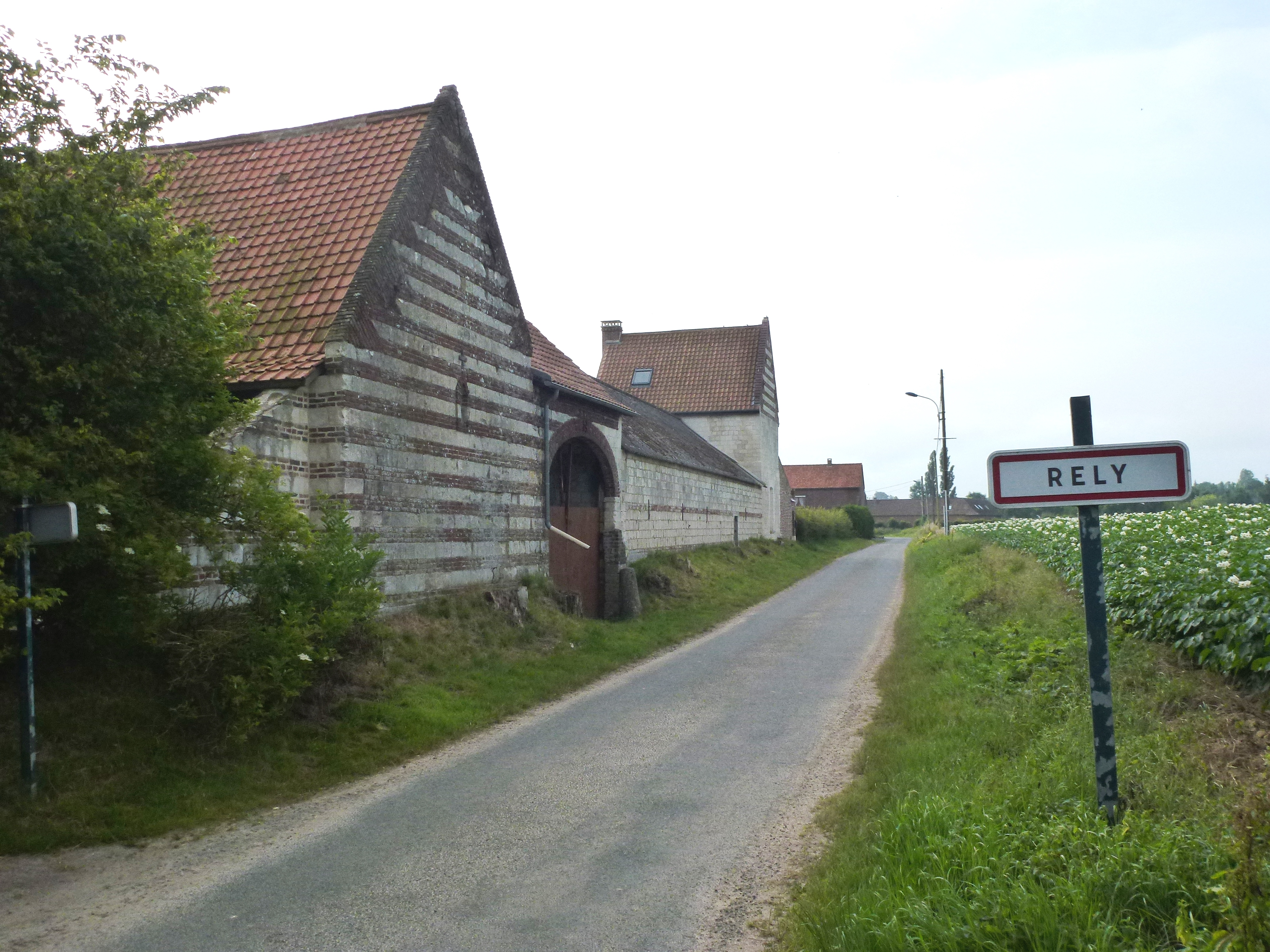
Ferme monumentale à l'entrée de Rely.

### Typologie
Au 1er janvier 2024, Rely est catégorisée commune rurale à habitat dispersé, selon la nouvelle grille communale de densité à sept niveaux définie par l'Insee en 2022.
Elle est située hors unité urbaine. Par ailleurs la commune fait partie de l'aire d'attraction d'Aire-sur-la-Lys, dont elle est une commune de la couronne,. Cette aire, qui regroupe 15 communes, est catégorisée dans les aires de moins de 50 000 habitants,.

### Occupation des sols
L'occupation des sols de la commune, telle qu'elle ressort de la base de données européenne d'occupation biophysique des sols Corine Land Cover (CLC), est marquée par l'importance des territoires agricoles (94,1 % en 2018), une proportion identique à celle de 1990 (94,1 %). La répartition détaillée en 2018 est la suivante : 
terres arables (79 %), prairies (15,1 %), zones urbanisées (5,9 %). L'évolution de l'occupation des sols de la commune et de ses infrastructures peut être observée sur les différentes représentations cartographiques du territoire : la carte de Cassini (XVIIIe siècle), la carte d'état-major (1820-1866) et les cartes ou photos aériennes de l'IGN pour la période actuelle (1950 à aujourd'hui).

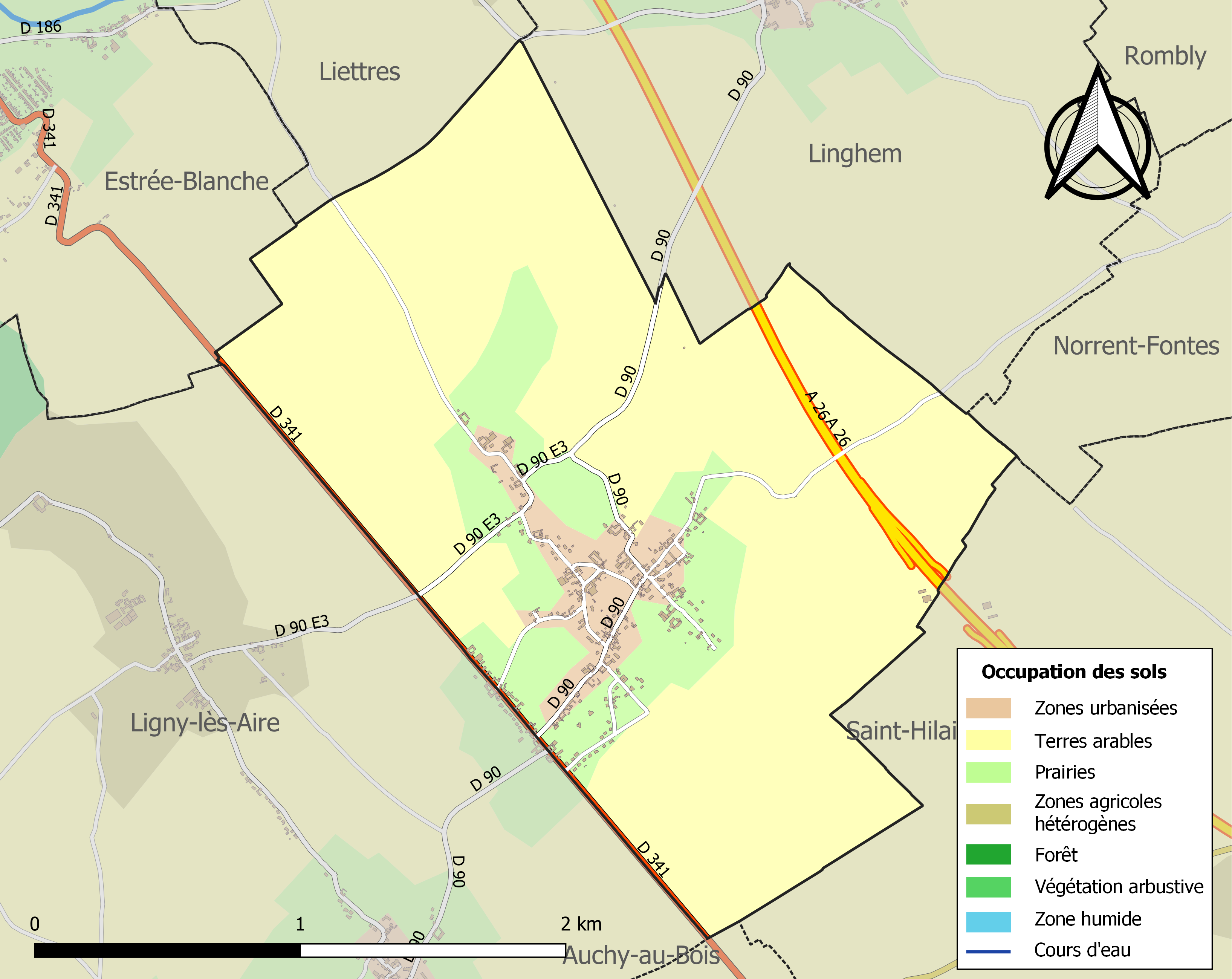
Carte des infrastructures et de l'occupation des sols de la commune en 2018 (CLC).

## Toponymie
Le nom de la localité est attesté sous les formes Relley en 1119 ; Relli en 1163 ; Relich en 1146 ; Reli en 1296 ; Rely en 1344 ; Reully en 1430 ; Rély-les-Aires au XVIIIe siècle ; Recly en 1793 et Rely depuis 1801.

## Histoire

### Origine de Rely
Le village de Rely remonte à l'époque gallo-romaine ; c'est-à-dire, à l'époque où les Romains ont conquis la Gaule. Il est situé entre deux voies romaines ; l'une, au sud-ouest, appelée chaussée Brunehaut reliait Arras à Thérouanne et Boulogne-sur-Mer. Elle a été aménagée en grande route et est devenue en face de Rely un tronçon de ce que l'on a appelé la route de Calais Bales (actuellement RD 341). L'autre au nord-est qui est parallèle à la première est restée à l'état primitif ; c'est un chemin de terre qui séparait le territoire de Rely de ceux de Norrent Fontes et Linghem ; il continue ensuite vers Thérouanne.
Dans le langage du pays on l'appelle le chemin du Pile.
Ces deux voies parallèles avaient été sans doute établies pour faciliter la circulation ; l'une servant  à l'aller l'autre au retour. La chaussée Brunehaut a été détournée en deux endroits. L'un à la descente d'Estrée Blanche l'autre endroit à celle de Cauchiette.
De nombreux villages situés sur ou à proximité de la chaussée Brunehaut ont la même origine et la même ancienneté, tels Blessy, Serny, Estrée-Blanche, Rely, Ligny-les-Aire, Auchy, Ferfay, etc. À l'époque gallo-romaine ces villages étaient de simples stations où les troupes ou les convois venaient se ravitailler dans leurs déplacements entre Rome, Arras, Thérouanne et Boulogne. Ces stations se sont développées ensuite et sont devenues les villages actuels.

### Rely à travers les âges
Si le petit village de Rely n'a pas été le théâtre d'opération militaires d'envergure, il n'en est pas moins vrai qu'il a dû être l'enjeu d'opérations militaires répétées dont la relation ne nous est pas parvenue ; sa situation entre deux voies romaines d'environ deux kilomètres ; sa proximité de Thérouanne capitale de la Morinie lui ont valu d'être aux premières loges au temps de la conquête des Gaules et de l'occupation romaine.
Plus tard son château fort construit sur un tertre entouré d'un fossé large et profond a certainement servi de refuge contre les invasions et le pillage des Normands et subi le siège de seigneurs voisins qui ne vivaient pas toujours en bonne harmonie entre eux.
En outre, le village de Rely bâti aux premières marches des collines d'Artois aux confins de cette province et de la Flandre disputée continuellement entre les différents comtes de Flandre, la maison de Habsbourg et la France a été occupé de nombreuses fois avec des fortunes diverses par les armées ennemies. Rely a suivi le sort extrêmement changeant de cet Artois dont il faisait partie :
- En 863 il est réuni à la Flandre.
- En 1093, Claurbaud Morel, sire de Rely, fait partie de la cour du seigneur de Lillers[14].
- En 1115, le seigneur de Rely est Hugo Morellus (Morelle)[14]
- En 1180 Rely est rattaché à la France.
- En 1226, il est donné à Robert Ier d'Artois, fils de Louis VIII le Lion.
- Entre 1231-36 et 1267, le seigneur de Rely fait partie des pairs (pairie) du seigneur de Lillers, qui appartient alors à un membre de la maison de Wavrin[14].
- En 1384, Rely appartient à Charles le Téméraire.
- En 1493, il appartient à la Maison d'Autriche.
- En 1640, l'Artois est reconquis par la France.

Cependant une partie seulement revint alors à la France ; l'autre partie qui comprenait Aire et Rely reste à la Flandre sous le nom d'Artois réservé.
En 1679, l'Artois tout entier fut réuni à la France.
Ce village fut l'un des plus grands aérodromes du Nord de la France.

## Politique et administration

### Découpage territorial
La commune se trouve dans l'arrondissement de Béthune du département du Pas-de-Calais.

#### Commune et intercommunalités
La commune est membre de la communauté d'agglomération de Béthune-Bruay, Artois-Lys Romane qui regroupe 100 communes et totalise 275 327 habitants en 2021.

#### Circonscriptions administratives
La commune est rattachée au canton d'Aire-sur-la-Lys.

#### Circonscriptions électorales
Pour l'élection des députés, la commune fait partie de la huitième circonscription du Pas-de-Calais.

### Élections municipales et communautaires

#### Liste des maires
| Période                                  | Période                    | Identité         | Étiquette | Qualité                                                                      |
| ---------------------------------------- | -------------------------- | ---------------- | --------- | ---------------------------------------------------------------------------- |
| Les données manquantes sont à compléter. |                            |                  |           |                                                                              |
| mars 2001                                | En cours (au 3 avril 2022) | Jean-Marie Macke |           | Ancien cadre Réélu pour le mandat 2014-2020, Réélu pour le mandat 2020-2026, |

## Population et société

### Démographie
Les habitants sont appelés les Relygeois.

#### Évolution démographique
L'évolution du nombre d'habitants est connue à travers les recensements de la population effectués dans la commune depuis 1793. Pour les communes de moins de 10 000 habitants, une enquête de recensement portant sur toute la population est réalisée tous les cinq ans, les populations de référence des années intermédiaires étant quant à elles estimées par interpolation ou extrapolation. Pour la commune, le premier recensement exhaustif entrant dans le cadre du nouveau dispositif a été réalisé en 2004.

En 2022, la commune comptait 459 habitants, en évolution de +0,88 % par rapport à 2016 (Pas-de-Calais : −0,72 %, France hors Mayotte : +2,11 %).
| 1793 | 1800 | 1806 | 1821 | 1831 | 1836 | 1841 | 1846 | 1851 |
| ---- | ---- | ---- | ---- | ---- | ---- | ---- | ---- | ---- |
| 375  | 291  | 301  | 334  | 384  | 371  | 347  | 347  | 348  |

| 1856 | 1861 | 1866 | 1872 | 1876 | 1881 | 1886 | 1891 | 1896 |
| ---- | ---- | ---- | ---- | ---- | ---- | ---- | ---- | ---- |
| 327  | 342  | 332  | 329  | 327  | 344  | 341  | 434  | 425  |

| 1901 | 1906 | 1911 | 1921 | 1926 | 1931 | 1936 | 1946 | 1954 |
| ---- | ---- | ---- | ---- | ---- | ---- | ---- | ---- | ---- |
| 436  | 437  | 420  | 404  | 502  | 472  | 408  | 368  | 425  |

| 1962 | 1968 | 1975 | 1982 | 1990 | 1999 | 2004 | 2006 | 2009 |
| ---- | ---- | ---- | ---- | ---- | ---- | ---- | ---- | ---- |
| 443  | 378  | 360  | 351  | 348  | 371  | 403  | 411  | 442  |

| 2014 | 2019 | 2022 | - | - | - | - | - | - |
| ---- | ---- | ---- | - | - | - | - | - | - |
| 462  | 451  | 459  | - | - | - | - | - | - |

#### Pyramide des âges
En 2018, le taux de personnes d'un âge inférieur à 30 ans s'élève à 37,2 %, soit au-dessus de la moyenne départementale (36,7 %). À l'inverse, le taux de personnes d'âge supérieur à 60 ans est de 23,9 % la même année, alors qu'il est de 24,9 % au niveau départemental.
En 2018, la commune comptait 228 hommes pour 224 femmes, soit un taux de 50,44 % d'hommes, légèrement supérieur au taux départemental (48,50 %).
Les pyramides des âges de la commune et du département s'établissent comme suit.
| Hommes | Classe d’âge | Femmes |
| ------ | ------------ | ------ |
| 0,4    | 90 ou +      | 3,1    |
| 4,8    | 75-89 ans    | 6,2    |
| 18,1   | 60-74 ans    | 15,2   |
| 19,8   | 45-59 ans    | 22,3   |
| 16,3   | 30-44 ans    | 19,2   |
| 16,3   | 15-29 ans    | 12,9   |
| 24,2   | 0-14 ans     | 21,0   |

| Hommes | Classe d’âge | Femmes |
| ------ | ------------ | ------ |
| 0,5    | 90 ou +      | 1,6    |
| 5,6    | 75-89 ans    | 8,9    |
| 16,7   | 60-74 ans    | 18,1   |
| 20,2   | 45-59 ans    | 19,2   |
| 18,9   | 30-44 ans    | 18,1   |
| 18,2   | 15-29 ans    | 16,2   |
| 19,9   | 0-14 ans     | 17,9   |

## Culture locale et patrimoine

### Lieux et monuments

#### Monument historique
- La motte féodale avec basse-cour et fossés au hameau de la Couture, classée Monument historique par arrêté du 22 août 1980[25].

#### Autres lieux et monuments
- L'église Saint-Martin. Dans l'église deux plaques commémorent les victimes de la Première Guerre mondiale et la Seconde Guerre mondiale.
- Le monument aux morts communal commémore la Première Guerre mondiale et la Seconde Guerre mondiale[26].
- Le petit patrimoine religieux : chapelles-oratoires et niches.

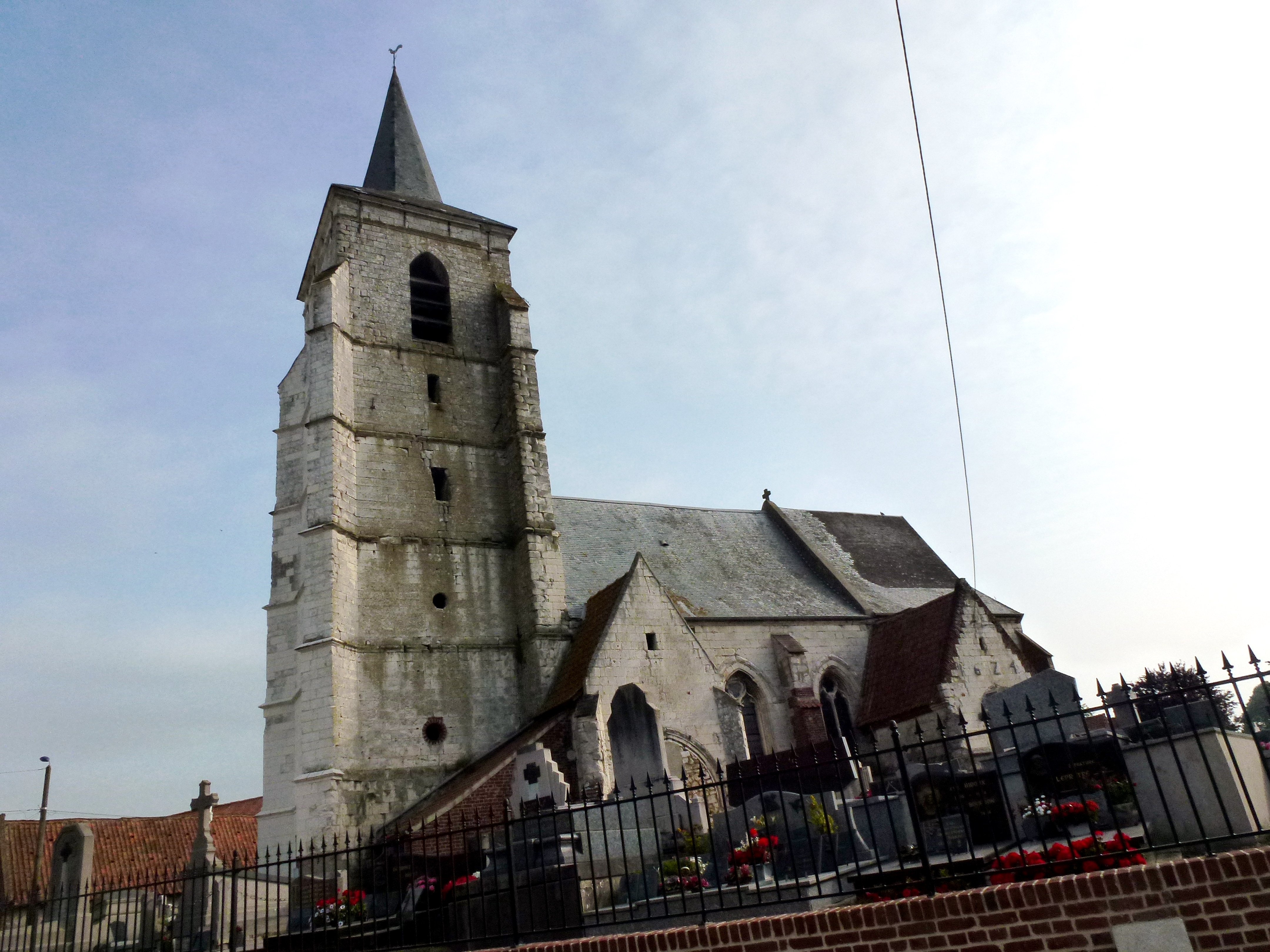
L'église Saint-Martin.
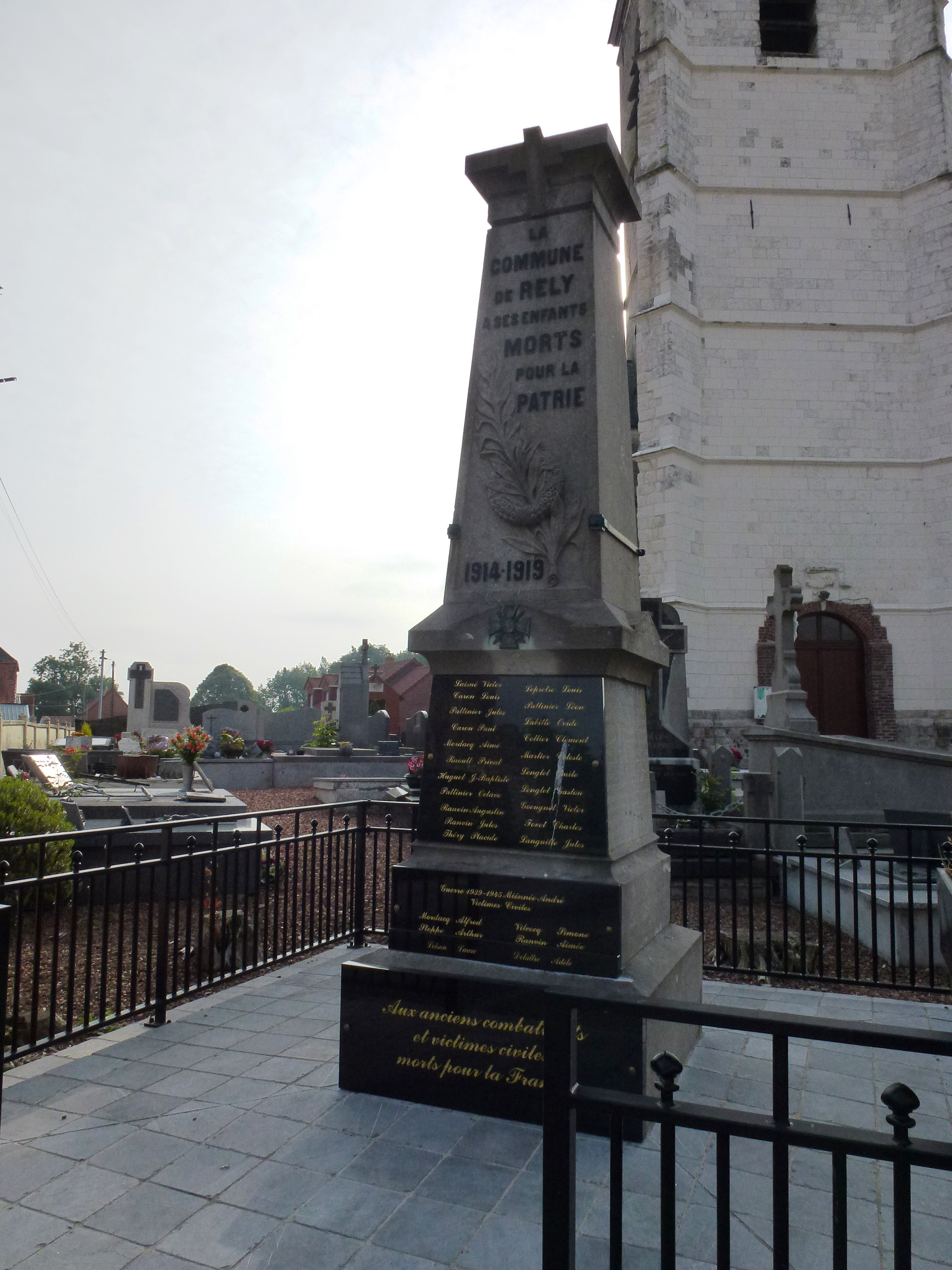
Le monument aux morts.
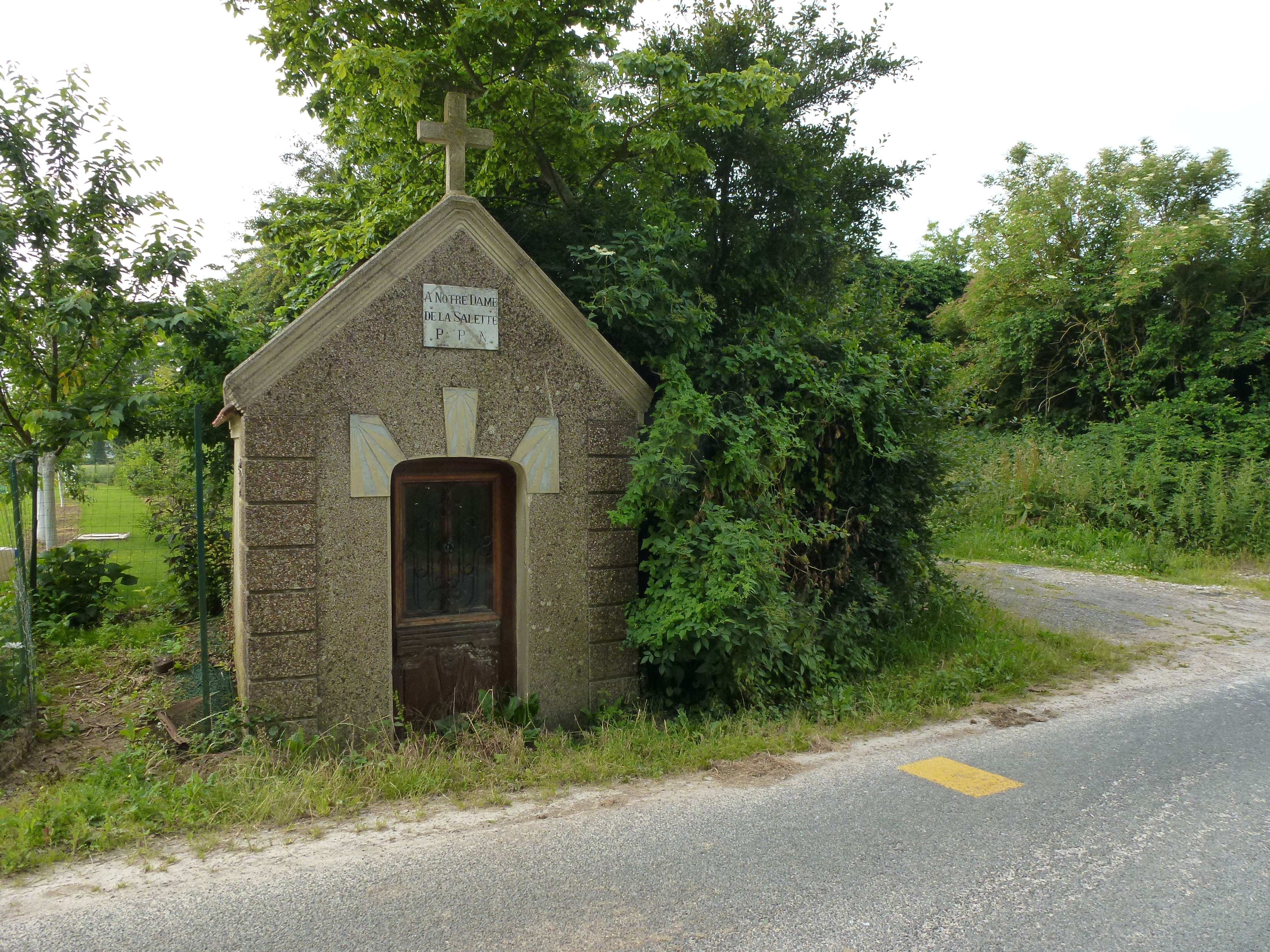
La chapelle Notre-Dame-de-la-Salette.

### Héraldique
| Blason de Rely | Blason  | D'argent à trois chevrons de gueules; au chef d'azur chargé de trois fleurs de lis d'or. |
| Blason de Rely | Détails | Le statut officiel du blason reste à déterminer.                                         |

## Pour approfondir

#### Bases de données, dictionnaires et encyclopédies
- Ressources relatives à la géographie :   - Insee (communes)
  - Ldh/EHESS/Cassini
- Ressource relative à plusieurs domaines :   - Annuaire du service public français
- Notices d'autorité :   - VIAF
  - BnF (données)